# Драгобете
Драгобе́те (рум. Dragobete) — традиционный праздник 24 февраля в Румынии и Молдове, посвящённый сыну Бабы Докии. Является аналогом дня святого Валентина. 
В древности считалось, что в этот день начинается весна, просыпается природа и обручаются птицы, а человек должен участвовать во всеобщей радости. В мифологической традиции Драгобете больше похож на Эроса или Купидона, чем на католического святого Валентина. Этот образ был перенят у древних даков, для которых он был покровителем животных. Румыны преобразовали его в покровителя любви.
24 февраля в румынских сёлах обычно был большой праздник. Считалось, что тот, кто участвует в этом празднике, будет на целый год избавлен от болезней, в первую очередь от лихорадки, а Драгобете принесёт хозяевам изобилие в этом году. В этот день говорили: «Драгобете целует девушек» (рум. Dragobetele sărută fetele).
Юноши и девушки в этот день встречались перед церковью и шли в лес собирать первые весенние цветы. На юге Румынии, в жудеце Мехединци, существовал следующий обычай. Девушка возвращалась из леса бегом. Её должен был преследовать полюбивший её юноша. Если он догонял девушку, а она тоже была влюблена в него, то она должна была поцеловать его на виду у всех. Считалось, что теперь они помолвлены. Таким образом во время праздника выяснялось, какие свадьбы будут будущей осенью.
Старые люди в этот день тоже были заняты, они приносили в жертву животных, так как считалось, что благодаря этому увеличится количество свадеб. Чтобы быть любимыми целый год, женщины должны были дотронуться до мужчины из другого села. Девушки вечером собирали последние остатки снега, который называли «снегом фей». Вода из этого снега использовалась в течение года как средство для сохранения красоты и для любовных заклинаний.